# Jorge Dubost
Óscar Jorge Dubost Herrera (* 14. März 1929 in Iquique; † 9. Oktober 2007 in Valparaíso) war ein chilenischer Fußballspieler. Der Mittelfeldspieler war einer der wichtigen Spieler bei der Meisterschaft der Santiago Wanderers 1958.

## Karriere
Jorge Dubost, auch Gran Capitán genannt, begann seine Profikarriere 1949 bei den Santiago Wanderers, bei denen er seine gesamte Karriere bis 1963 verbrachte. Er gewann die Meisterschaft 1958 und die Copa Chile1959 sowie 1961.

## Erfolge
Santiago Wanderers
- Chilenischer Meister: 1958
- Chilenischer Pokalsieger: 1959, 1961